# Kfar-Hassidim
Kfar-Hassidim (כפר חסידים) est un moshav installé dans la Vallée de Zvouloun et situé à 6 km au Sud de Kiryat-Ata. Il compte aujourd'hui 800 habitants.
Les pionniers sont des Juifs orthodoxes originaires de Pologne fuyant la crise économique. Ils émigrent en Terre d'Israël en 1924, avec l'arrivée de la 4e aliyah. Leur arrivée provoque l'étonnement au sein du Yishouv; "Des Juifs orthodoxes! Et sous la conduite d'un rabbin! Ils sont venus s'implanter!".
Ensemble avec un groupe issu de Hapoel Hamizrahi, ils s'installent sur les lieux en 1926 et y fondent Kfar-Hassidim. L'extrait d'une lettre de l'époque nous laisse ce témoignage : "Il y a deux mois, une quarantaine de familles venues de Pologne est arrivée sur la Terre. Ils sont venus remplis de convictions, mais leur fait défaut une qualité principale : l'expérience. La majorité d'entre eux est commerçante, et ils ont du mal à s'intégrer. Je vous demande respectueusement de prévoir une visite dans notre moshav, afin de pouvoir nous conseiller quant à la route à prendre...Tout dépend de l'évolution des travaux d'assèchement des marécages situés près du Kishon. Il est important que les travaux débutent le plus tôt possible." De nombreux efforts sont alors investis pour l'approvisionnement en eau de Kfar-Hassidim.
C'est à partir des années 1960-1970 que le moshav commence son ascension économique, grâce à la construction d'une importante réserve d'eau et au développement de l'industrie. Avec les grandes vagues d'immigration des années 1950, certains parmi ceux du moshav fondent Tzémah et Réhassim.
Kfar-Hassidim abrite un mémorial aux soldats de Tsahal tombés au combat, conçu par le sculpteur Mordéhaï Kafri.